# Daniel Maderner
Daniel Maderner (* 12. Oktober 1995 in Wiener Neustadt) ist ein österreichischer Fußballspieler.

## Karriere

### Verein
Maderner begann seine Karriere beim BSV Enzesfeld-Hirtenberg. Im November 2009 wechselte er in die AKA St. Pölten, in der er fortan sämtliche Altersstufen durchlief. Zur Saison 2012/13 rückte er in den Kader der neu geschaffenen Kampfmannschaft der AKA, die in der sechstklassigen Gebietsliga antrat. Für diese kam er zu acht Einsätzen, in denen er zwölf Tore erzielte. Zur Saison 2013/14 wechselte er zum Bundesligisten SC Wiener Neustadt. Im August 2013 debütierte er für die Niederösterreicher in der Bundesliga, als er am vierten Spieltag jener Saison gegen die SV Ried in der Nachspielzeit für Thomas Pichlmann eingewechselt wurde. Im März 2014 stand er gegen den Wolfsberger AC erstmals in der Startaufstellung von Wiener Neustadt. In seiner ersten Saison als Profi kam er zu acht Bundesligaeinsätzen, zudem wurde er ein Mal bei den Amateuren in der fünfthöchsten Spielklasse eingesetzt.
Zur Saison 2014/15 wurde er auf Kooperationsbasis an den Zweitligisten Floridsdorfer AC verliehen, um Spielpraxis zu sammeln. Im August 2014 erzielte er bei einem 3:2-Sieg der Wiener gegen den TSV Hartberg sein erstes Tor in der zweiten Liga. Ab Ende September 2014 kam Maderner, der als Kooperationsspieler sowohl für Wiener Neustadt als auch für den FAC einsatzberechtigt war, nur noch für die Niederösterreicher zum Einsatz. Zu Saisonende hatte er 21 torlose Bundesligaeinsätze zu Buche stehen und sechs für den FAC in der zweithöchsten Spielklasse. Wiener Neustadt stieg am Ende der Saison 2014/15 aus der höchsten Spielklasse ab. Nach dem Abstieg kam Manderner in der Saison 2015/16 zu 28 Zweitligaeinsätzen, in denen er drei Tore erzielte. Am 6. April 2016 gab der SC Wiener Neustadt bekannt, dass der Vertrag mit dem Mittelstürmer bis zum Ende der Saison 2017/18 verlängert worden war. In der Spielzeit 2016/17 blieb der Stürmer ohne Treffer in 18 Saisoneinsätzen für die Profis, zudem kam er zu zwei Spielen für die Amateure in der fünften Liga. In der Saison 2017/18 kam er nach einem im August 2017 nur zu einem Saisoneinsatz für die Profis, für die Amateure kam er nach seinem Comeback im April 2018 zu drei Einsätzen.
Zur Saison 2018/19 wechselte er nach dem Ende seines Vertrages bei Wiener Neustadt zum Regionalligisten ASK Ebreichsdorf. Für Ebreichsdorf erzielte er 22 Tore in 28 Spielen in der Regionalliga und wurde mit dem Verein Meister der Regionalliga Ost. Zur Saison 2019/20 wechselte er zum Zweitligisten SKU Amstetten. Nachdem er sich bei Amstetten wieder im Profifußball durchsetzen konnte, wechselte er zur Saison 2020/21 nach dem Auslaufen seines Vertrags bei den Niederösterreichern zum Bundesligisten SCR Altach. Für die Vorarlberger kam er in der Saison 2020/21 zu 31 Bundesligaeinsätzen, in denen er fünf Tore erzielte. Zur Saison 2021/22 wechselte Maderner nach Belgien zum Zweitligisten Waasland-Beveren. Dort verpasste er den Aufstieg zwar knapp, doch wurde am Ende der Spielzeit mit 13 Treffern in 27 Ligapartien Torschützenkönig. In der Saison 2022/23 kam er dann zu sechs Einsätzen, ehe er sich im September 2022 das Kreuzband riss und den Rest der Saison dadurch verpasste.
Zur Saison 2023/24 kehrte Maderner wieder nach Österreich zurück und wechselte zum Zweitligisten Grazer AK.

### Nationalmannschaft
Maderner absolvierte im März 2013 ein Spiel für die österreichische U-18-Auswahl. Im September 2013 debütierte er gegen Nordirland für die U-19-Mannschaft. Mit dieser nahm er 2014 auch an der EM teil, bei der er mit den Österreichern im Halbfinale am späteren Sieger Deutschland scheiterte. Maderner kam während des Turniers zu zwei Einsätzen. Zwischen November 2014 und Juni 2015 kam er zu vier Einsätzen für die U-21-Auswahl.

## Erfolge
persönlich
- Torschützenkönig der belgischen Zweiten Liga: 2022 (13 Tore)
- Bester Spieler der 2. Liga: 2024
- 2024: 28. Bruno-Gala: Auszeichnung als Spieler der Saison 2. Liga[9]